# Théorie du changement
 (avril 2016).
Si vous disposez d'ouvrages ou d'articles de référence ou si vous connaissez des sites web de qualité traitant du thème abordé ici, merci de compléter l'article en donnant les références utiles à sa vérifiabilité et en les liant à la section « Notes et références ».

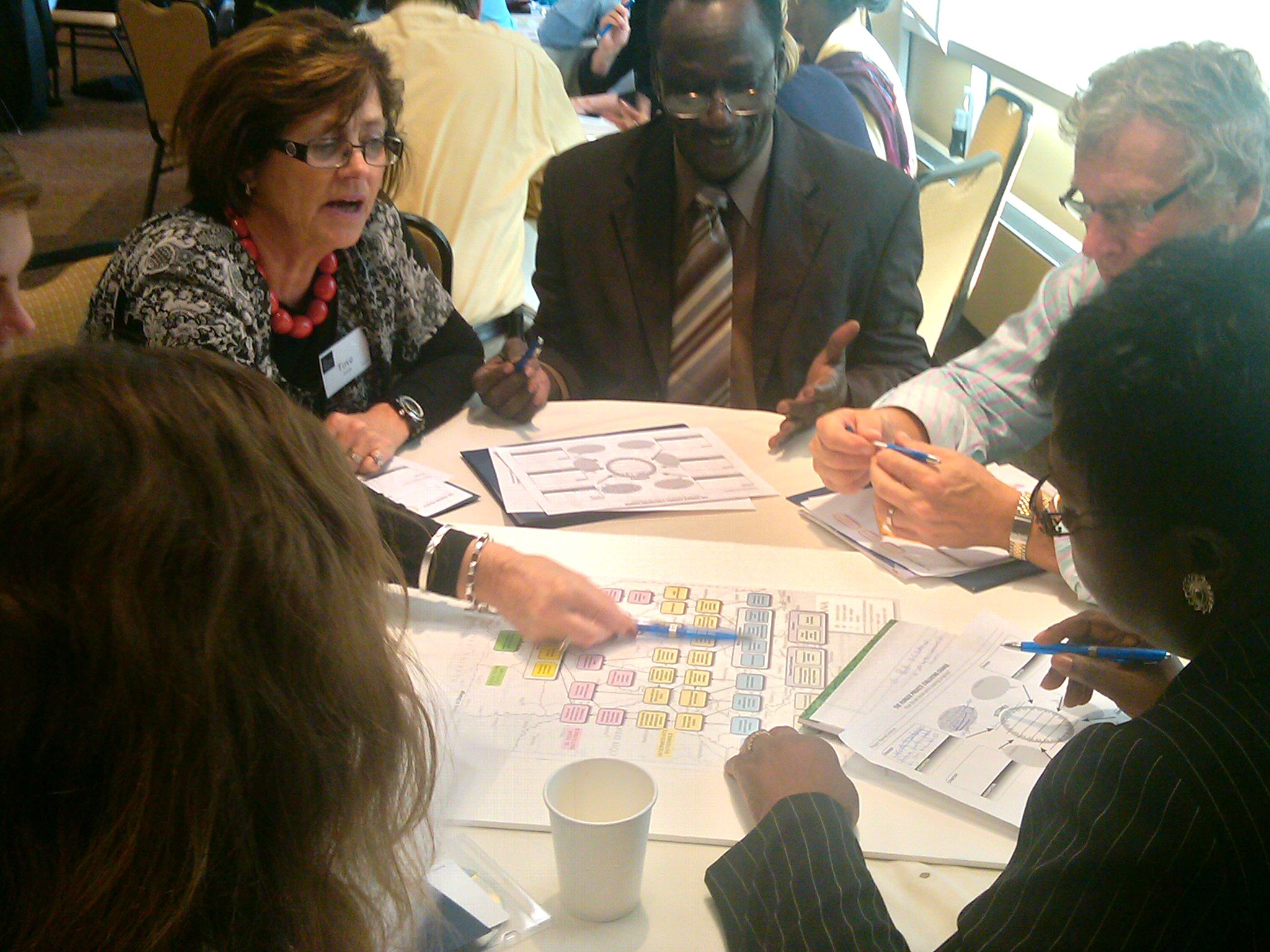
Des individus au sein d'un atelier professionnel en train d'élaborer leur théorie du changement

La Théorie du Changement est une méthode de planification stratégique qui est utilisée par des organisations à but non lucratif, des mouvements sociaux et des agences gouvernementales. La théorie du changement consiste à définir la mission ultime de l'organisation (raison d'être), puis de cartographier les étapes préalables nécessaires (préconditions) afin d'arriver à accomplir la mission.
La théorie du changement permet d'expliquer le processus de changement en mettant en évidence les liens de causalité. Les étapes du processus de changement sont cartographiées de sorte de faire ressortir différents chemins de changement, en montrant les relations logiques entre les étapes. Les liens entre chaque étape sont en général explicités par de courtes phrases expliquant pourquoi telle étape est la conséquence de telle autre.
La spécificité de cette méthode est double :
- Elle fait la distinction entre les résultats escomptés et les résultats réels
- Elle implique que les participants se fixent un objectif final avant de décider des modes d'actions pour y arriver. En ce sens, cette méthode ne peut être assimilée à une simple planification de stratégie, dont elle constitue plutôt un travail préalable et complémentaire.

Cette méthode peut être utilisée à n'importe quel stade d'une initiative, en fonction de l'utilisation prévue. Une théorie du changement développée au début est préférable afin d'informer le processus de planification. Après avoir élaboré un modèle de changement, les participants peuvent prendre des décisions éclairées sur la stratégie et les tactiques à utiliser. Grâce à un processus d'évaluation, les parties prenantes peuvent périodiquement affiner la théorie du changement sur la base des développements réellement constatés. 
Une théorie du changement peut également être développée a posteriori, par la relecture des documents de stratégie, en auditionnant les intervenants et par l'analyse des données recueillies. Cela se fait souvent lors des évaluations qui reflètent ce qui a fonctionné ou non dans le but de comprendre le passé et le plan pour l'avenir.